# Amphicarpaea linearis
Amphicarpaea linearis är en ärtväxtart som beskrevs av Woon Young Chun och T. Chen. Amphicarpaea linearis ingår i släktet Amphicarpaea och familjen ärtväxter. Inga underarter finns listade i Catalogue of Life.